# I Am... (serie de televisión)
I Am... es una serie antológica dramática protagonizada por mujeres, compuesta por historias independientes creadas por Dominic Savage para Channel 4. Cada episodio es desarrollado y escrito por Savage en colaboración con la actriz principal.

## Sinopsis
Creada, escrita y dirigida por el cineasta Dominic Savage, cada episodio de I Am... se centra en un personaje principal que da nombre al episodio. Cada historia independiente se desarrolló en una asociación creativa con la actriz protagónica, con diálogos improvisados y temas que incluyen relaciones, salud mental y empoderamiento.
La filmación de la primera temporada se llevó a cabo en 29 días, fueron 10 días por episodio. Según el productor de I Am..., Krishnendu Majumdar, los realizadores querían un aspecto íntimo para los episodios. Majumdar dijo que toda la serie se filmó "como si estuviéramos escuchando a escondidas a los personajes", para añadirle un toque documental al drama.

## Elenco
- Vicky McClure como Nicola
- Samantha Morton como Kirsty
- Gemma Chan como Hannah
- Suranne Jones como Victoria
- Letitia Wright como Danielle
- Lesley Manville como Maria
- Kate Winslet como Ruth

## Episodios

### Primera temporada
| N.º | Título        | Dirigido por   | Escrito por                                            | Fecha de emisión original |
| --- | ------------- | -------------- | ------------------------------------------------------ | ------------------------- |
| 1   | «I Am Nicola» | Dominic Savage | Dominic Savage (escritor) y Vicky McClure (historia)   | 23 de julio de 2019       |
| 2   | «I Am Kirsty» | Dominic Savage | Dominic Savage (escritor) y Samantha Morton (historia) | 30 de julio de 2019       |
| 3   | «I Am Hannah» | Dominic Savage | Dominic Savage (escritor) y Gemma Chan (historia)      | 6 de agosto de 2019       |

### Segunda temporada
| N.º | Título          | Dirigido por   | Escrito por                                            | Fecha de emisión original |
| --- | --------------- | -------------- | ------------------------------------------------------ | ------------------------- |
| 1   | «I Am Victoria» | Dominic Savage | Dominic Savage (escritor) y Suranne Jones (historia)   | 5 de agosto de 2021       |
| 2   | «I Am Danielle» | Dominic Savage | Dominic Savage (escritor) y Letitia Wright (historia)  | 12 de agosto de 2021      |
| 3   | «I Am Maria»    | Dominic Savage | Dominic Savage (escritor) y Lesley Manville (historia) | 19 de agosto de 2021      |

### Tercera temporada
| N.º | Título      | Dirigido por   | Escrito por                                         | Fecha de emisión original |
| --- | ----------- | -------------- | --------------------------------------------------- | ------------------------- |
| 1   | «I Am Ruth» | Dominic Savage | Dominic Savage (escritor) y Kate Winslet (historia) | 8 de diciembre de 2022    |